# 商業用レコード
商業用レコード（しょうぎょうようレコード）とは、日本の著作権法上の用語であり、蓄音機用音盤、録音テープその他の物に音を固定したものの複製物であって、市販の目的をもって製作されるものをいう。ただし、音をもっぱら映像とともに再生することを目的とするもの（たとえば、ビデオテープ、DVDなどの録画物）は、商業用レコードの定義から除かれる。著作権法2条1項5号と7号により定義されている。
一般に「レコード」というとレコード盤（アナログディスクレコード）を想起しがちであるが、「レコード」を定義する著作権法2条1項5号には「録音テープ」が例示されていることから、市販目的で音声が収録されたカセットテープ、DATも「商業用レコード」に含まれる。さらに「その他の物」として、CD、MD、DVD-Audio、スーパーオーディオCDなども、市販目的で音声が収録されたものは「商業用レコード」に含まれる。ただし、「物に音を固定したもの」が要件であるから、市販時に何も録音されていないブランクメディアや、最初から有体物に固定されない状態の音楽配信データは、「商業用レコード」には含まれない。